# Lycium macrodon
Lycium macrodon ist eine Pflanzenart aus der Gattung der Bocksdorne (Lycium) in der Familie der Nachtschattengewächse (Solanaceae).

## Beschreibung
Lycium macrodon ist ein 1 bis 3 m hoher, starr verzweigter Strauch, der mit Stacheln bewehrt ist. Seine Laubblätter sind unbehaart oder nur kurz feinfilzig behaart. Ihre Länge beträgt 5 bis 30 mm, die Breite 2 bis 5 mm.
Die Blüten sind zwittrig und fünfzählig, sie sind hängend und treten einzeln oder paarweise auf. Der Kelch ist glockenförmig und fein drüsig behaart. Die Kelchröhre ist 4 bis 9 mm lang, die Kelchzipfel sind 1,5- bis zweimal so lang wie die Kelchröhre. Die Krone ist grünlich-weiß bis blass violett. Die Kronröhre ist 5 bis 12 mm lang, die Kronlappen haben eine Länge von 2 bis 5 mm. Die Staubfäden sind unbehaart bis spärlich behaart, an der Basis sind sie in einem bis zu 4 mm großen Bereich filzig behaart.
Die Frucht ist eine gelblich bis bräunlich gefärbte, mit einer Einschnürung versehene Beere, die in zwei Kammern geteilt ist und eine Länge von 6 bis 10 mm erreicht. Jede Kammer enthält ein oder zwei Samen.
Die Chromosomenzahl beträgt 2n = 24.

## Vorkommen
Die Art ist in Nordamerika verbreitet und kommt dort im mexikanischen Bundesstaat Sonora, sowie im US-amerikanischen Bundesstaat Arizona vor.

## Systematik
Molekularbiologische Untersuchungen platzieren die Art zusammen mit Lycium cooperi, Lycium pallidum, Lycium puberulum und Lycium shockleyi in eine Klade, die innerhalb der Gattung Lycium als Schwesterklade zur eigenständig geführten Gattung Grabowskia steht.

## Nachweise

### Hauptbelege
- J.S. Miller und R.A. Levin: Lycium macrodon. In: Project Lycieae